# Le Visiteur (Schmitt)
 (novembre 2022).
Il peut être nécessaire de l'améliorer pour respecter le principe de neutralité de point de vue. Veuillez consulter la page de discussion pour plus de détails.

Pour les articles homonymes, voir Le Visiteur.
Le Visiteur est une pièce de théâtre de l'auteur français Éric-Emmanuel Schmitt publiée en 1993 chez Actes Sud. La pièce a reçu trois prix lors de la Nuit des Molières 1994 : meilleur auteur, révélation théâtrale et meilleur spectacle.

## Argument
Une nuit, quelques semaines après l'Anschluss, alors que les troupes allemandes défilent dans Vienne dont elles prennent possession, le docteur Sigmund Freud inquiet reçoit un étrange visiteur habillé en dandy. S'instaure alors un échange, au cours duquel l'athée Freud semble comprendre que cet inconnu, qui semble connaître parfaitement son enfance, sa vie et le monde, ne peut être que Dieu.

## Commentaires
En recréant le contexte de Vienne en 1938, Schmitt place le célèbre psychanalyste dans un débat intérieur : croit-il encore en Dieu ? Avec de tels événements, Dieu existe-t-il ? Comment protéger sa fille Anna d'un officier nazi bien intéressé et menaçant ? Et ce visiteur, qui est-il ? 
Cette pièce peut être lue comme une théodicée, un essai de justifier l'existence de Dieu malgré l'existence du mal. Toutefois, contrairement aux théodicées traditionnelles, l'auteur ne cherche pas à exposer le « point de vue » de Dieu ; il semble même vouloir ne pas donner de réponse radicale aux questions que pose l'existence du mal, mais plutôt soulever des doutes et des questions. En effet, Éric-Emmanuel Schmitt aurait commencé à rédiger cet ouvrage à la suite d'une nuit passée à écouter la radio, accumulant mauvaise nouvelle sur mauvaise nouvelle, l'ayant amené à reposer la question de sa foi.
Après une première le 23 septembre 1993 (l'anniversaire du jour du décès de Sigmund Freud, précisé dans la pièce), la pièce mit du temps à obtenir du succès. Le texte est finalement la plus forte vente pour le théâtre contemporain avec plus de 40 000 exemplaires vendus. La pièce a reçu trois prix lors de la Nuit des Molières 1994 : meilleur auteur, révélation théâtrale et meilleur spectacle.
La pièce a été adaptée en téléfilm pour la chaîne Arte. En 2002, l'éditeur Magnard a publié une édition commentée à destination du public lycéen français, éditée par Catherine Cassin-Pellegrini. Cette édition signale par exemple les liens entre les répliques de la pièce et le contexte historique ou les théories de la psychanalyse freudienne.
Une mini-tournée nationale a lieu en 2011 avec notamment Francis Lalanne dans le rôle de Dieu.
La pièce est reprise en 2012 à l'Espace 44 à Lyon.
Elle est reprise en 2021 au Théâtre Rive gauche.

## Éditions
Édition imprimée originale
- Le Visiteur : [Paris, Petit théâtre, 23 septembre 1993], Arles, Actes Sud, décembre 1993, 63 p., 21 cm (ISBN 2-86943-397-2, OCLC 464152273).

Édition imprimée
- Théâtre, vol. 1, Paris, Albin Michel, 1999, 245 p., 20 cm (ISBN 2-226-10963-3, OCLC 490583238).Réunit : La Nuit de Valognes ; Le Visiteur ; Le Bâillon ; L'École du diable.

Édition imprimée au format de poche
- Théâtre, vol. 1, Paris, Librairie générale française, coll. « Le Livre de poche », 2002, 242 p., 18 cm (ISBN 2-253-15396-6, OCLC 495429092).Réunit : La Nuit de Valognes ; Le Visiteur ; Le Bâillon ; L'École du diable.

Édition scolaire annotée
- Le Visiteur, Paris, Magnard, coll. « Classiques & Contemporains » (no 42), 2002, 140 p., 18 cm (ISBN 2-210-75448-8, OCLC 300280480).Présentation, notes, questions et après-texte établis par Catherine Casin-Pellegrini.